# István Csizmadia
István Csizmadia (ur. 16 grudnia 1944 w Budapeszcie) – węgierski kajakarz. Brązowy medalista olimpijski z Meksyku.
Zawody w 1968 były jego jedynymi igrzyskami olimpijskimi. Był trzeci w kajakowych czwórkach na dystansie 1000 metrów, płynęli z nim Imre Szöllősi, Csaba Giczy i István Tímár. Był dwukrotnym medalistą mistrzostw świata – zdobył srebro w sztafecie K-1 na dystansie 4 × 500 m metrów w 1973 i brąz w tej samej konkurencji w 1970. W 1969 był w sztafecie trzeci na mistrzostwach Europy.